# Northrop Alpha
El Northrop Alpha fue un avión estadounidense de transporte rápido de pasajeros y correo; monoplano de ala baja, monomotor, enteramente metálico y de siete asientos, usado en los años 30 del siglo XX. El trabajo de diseño fue realizado por la Avion Corporation, que, en 1929, se convirtió en la Northrop Aircraft Corporation, basada en Burbank, California.

## Desarrollo y diseño
A partir de su experiencia con el Lockheed Vega, John K. Northrop diseñó un avanzado avión de transporte de correo/pasajeros. Además de su construcción enteramente metálica, el nuevo Alpha se benefició de dos avances aerodinámicos revolucionarios: encastres alares investigados por el Guggenheim Aeronautical Laboratory del Instituto de Tecnología de California, y un ala multicelular con revestimiento sometido a esfuerzos de diseño propio de Northrop, que más tarde fue usada exitosamente en el Douglas DC-2 y en el Douglas DC-3. Además, el Alpha fue el primer avión comercial en usar bandas anti-hielo de goma en los bordes de ataque de las alas y empenaje que, junto con el moderno equipo de radio navegación, le daban una capacidad todotiempo, tanto de día como de noche. El avión voló por primera vez en 1930, construyéndose un total de 17 unidades.
El Alpha fue desarrollado en el Northrop Gamma, dedicado al transporte rápido.

## Variantes
Alpha 2
Versión de seis pasajeros.
Alpha 3
Versión de dos pasajeros más carga, varios Alpha 2 fueron convertidos a esta configuración.
Alpha 4
Versión de carga con envergadura aumentada en 0,6 m y grandes carenados metálicos, recubriendo el tren de aterrizaje principal para reducir la resistencia. Todos fueron conversiones de Alpha 3.
Alpha 4A
Versión de carga, todos conversiones de Alpha 4.
YC-19 e Y1C-19
Transporte militar VIP, asientos reducidos a cuatro pasajeros, números de serie 31-516 a 31-518; el YC-19 tenía un motor Pratt & Whitney R-1340-7, mientras que los Y1C-19 tenían el motor R-1340-11.

## Operadores
Estados Unidos
- Trans World Airlines
- Cuerpo Aéreo del Ejército de los Estados Unidos

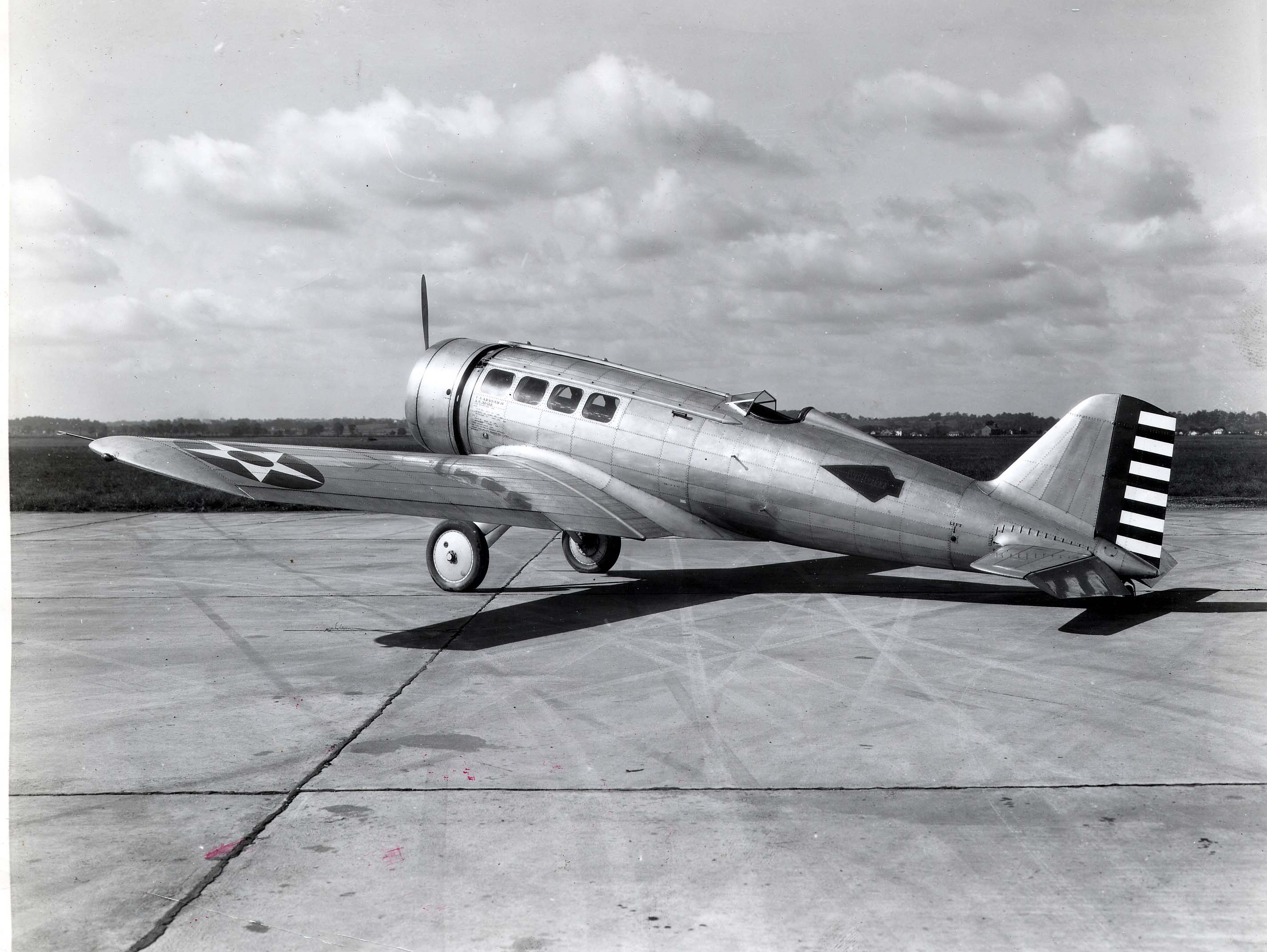
Northrop Alpha del USAAC.

## Historia operacional

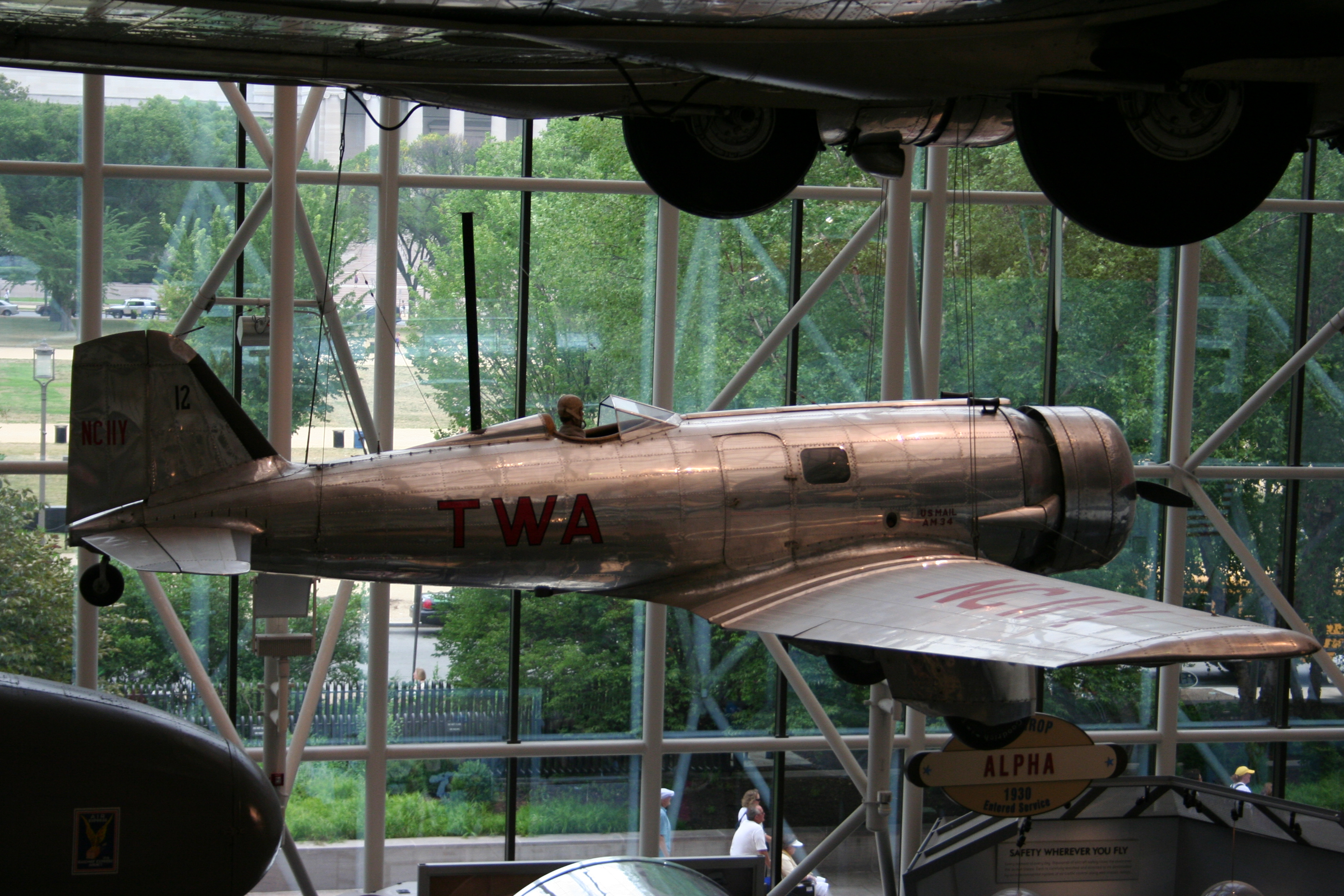
Alpha con los colores de la TWA en exhibición en el National Air and Space Museum.

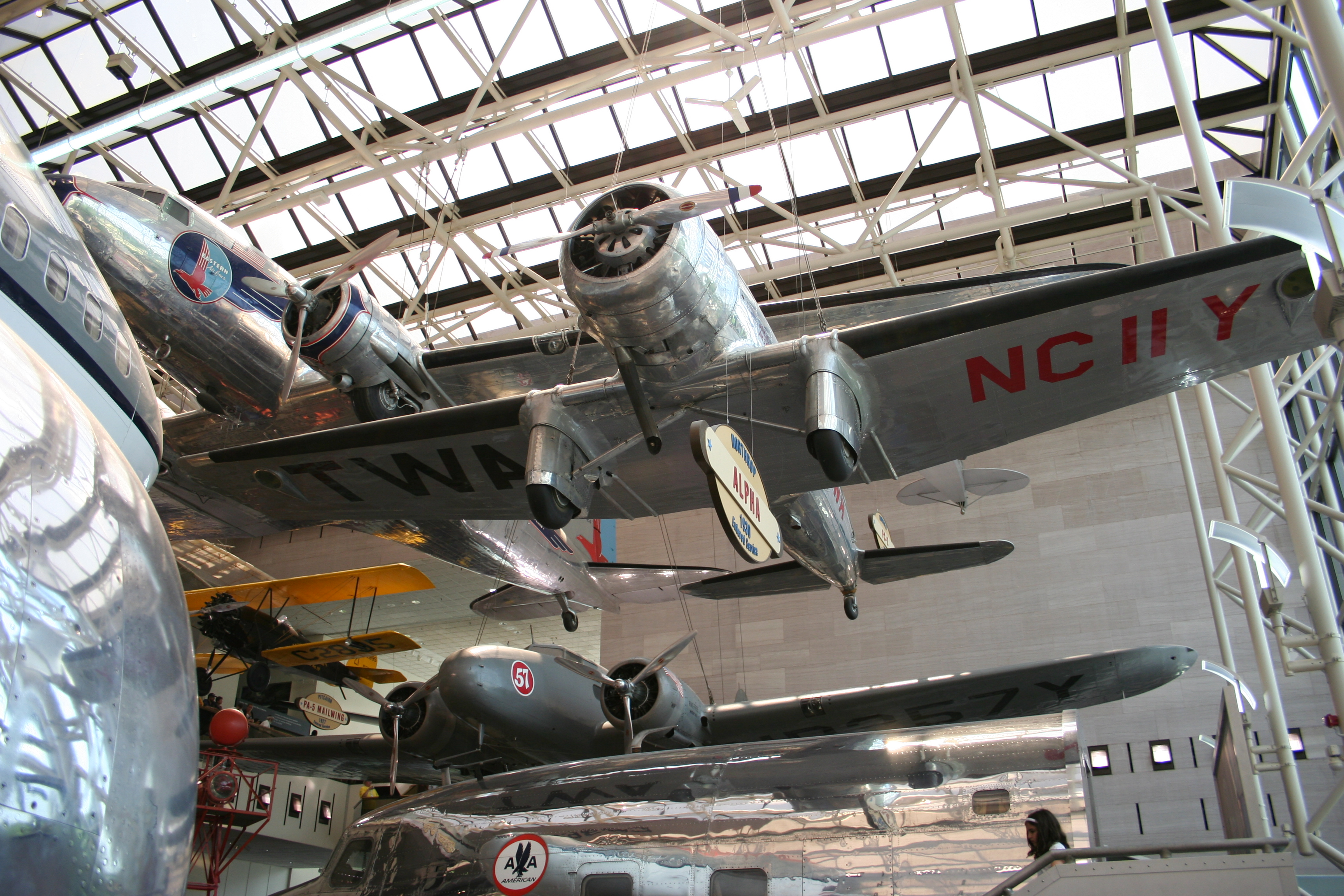
Vista inferior del Northrop Alpha.

El Alpha entró en servicio con la Transcontinental & Western Air (futura TWA), realizando su vuelo inaugural el 20 de abril de 1931. El viaje desde San Francisco y Nueva York requirió 13 paradas y llevó justo 23 horas. TWA operó 14 aviones hasta 1935, volando rutas con paradas en San Francisco, California; Winslow, Arizona; Albuquerque, Nuevo México; Amarillo, Tejas; Wichita, Kansas; Kansas City, Misuri; San Luis, Misuri; Terre Haute, Indiana; Indianápolis, Indiana; Columbus, Ohio; Pittsburgh, Pennsylvania; Filadelfia, Pennsylvania; y Nueva York. Tres aviones fueron operados por los militares estadounidenses como transportes VIP C-19, hasta 1939.
Los aviones de la TWA operaron inicialmente como servicio de pasajeros, los Alpha fueron modificados más tarde, en la fábrica Stearman de Wichita, al modelo 4A de transporte de carga con un nuevo certificado de tipo. Stearman y Northrop tenían la misma empresa matriz por esa época.
El tercer Alpha construido, NC11Y, fue readquirido por la TWA en 1975, y está preservado en el Smithsonian National Air and Space Museum.

## Especificaciones (Alpha 2)

### Características generales
- Tripulación: Uno (piloto).
- Capacidad: Seis pasajeros.
- Longitud: 8,7 m
- Envergadura: 12,8 m
- Altura: 2,7 m
- Superficie alar: 27,4 m²
- Peso vacío: 1177 kg
- Peso cargado: 2045 kg
- Peso útil: 868 kg
- Planta motriz: motor radial de nueve cilindros Pratt & Whitney Wasp R-1340-SC1.
  - Potencia: 313 kW (420 hp) cada uno.

### Rendimiento
- Velocidad nunca excedida (Vne): 285 km/h
- Velocidad crucero (Vc): 233 km/h
- Alcance: 2650 km
- Techo de vuelo: 5885 m (19300 pies)
- Régimen de ascenso: 7,1 m/s (1400 pies/min)
- Carga alar: 74,6 kg/m²
- Potencia/peso: 0,15 kW/kg (0,09 hp/lb)

### Desarrollos relacionados
- Northrop Beta
- Northrop Gamma
- Northrop Delta

### Aeronaves similares
- Lockheed Vega
- Boeing 200 Monomail
- Lockheed Model 9 Orion

### Secuencias de designación
- Secuencia Griega (interna de Northrop): Alpha - Beta - Gamma - Delta